# Wilhelmjstraße 3 (Usingen)

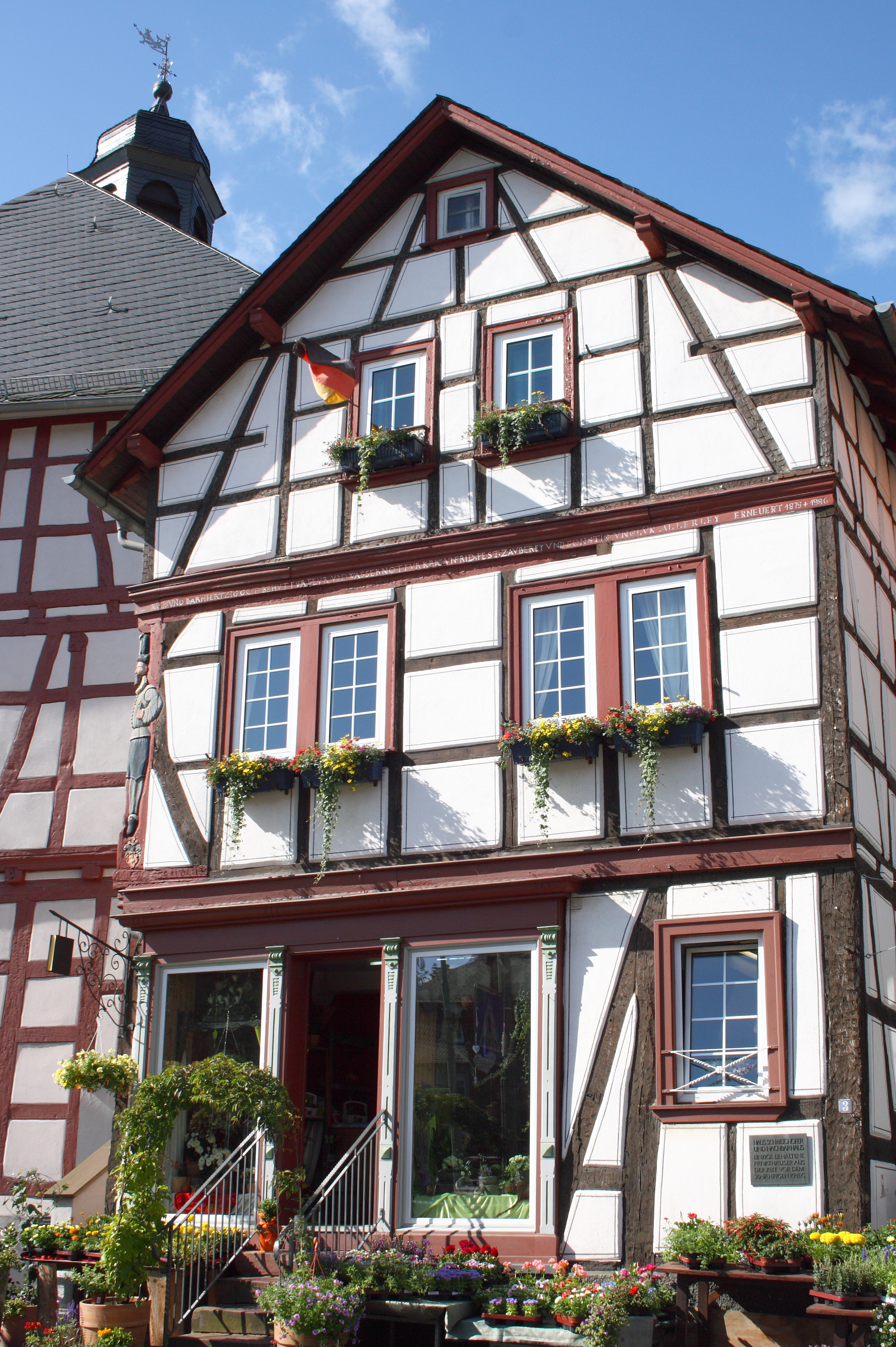
Haus Wilhelmjstraße 3 in Usingen

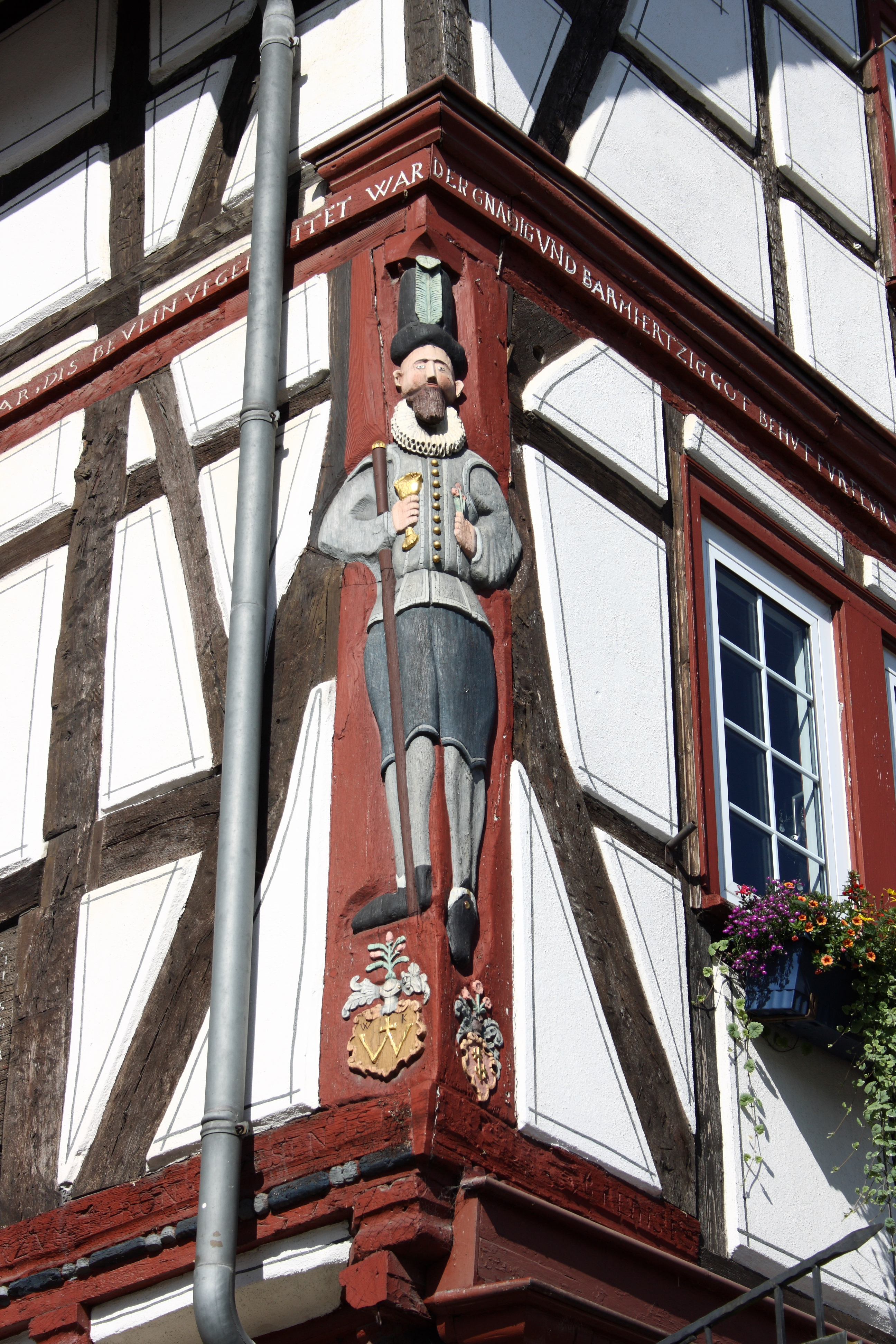
Geschnitzter Eckständer

Das Haus Wilhelmjstraße 3 in Usingen, einer Stadt im Hochtaunuskreis in Hessen, wurde 1540 errichtet. Das Fachwerkhaus ist ein geschütztes Baudenkmal.

## Beschreibung
Das Haus besitzt drei Geschosse, die alle in Fachwerkbauweise ausgeführt sind. Es wurde 1879 renoviert und vermutlich wurde zu dieser Zeit das Ladengeschäft mit großen Fenstern eingerichtet. Erwähnenswert ist der geschnitzte Eckständer, der einen Mann (das Bildnis des Bauherren) in zeitgenössischer Bekleidung, mit Halskrause und einem Kelch in der Hand, zeigt. Verschiedene Inschriften, vor allem an der Traufseite, geben Auskunft über den Bau und die Renovierung des Gebäudes. 
Das Haus ist das rechte Nachbarhaus des Rathauses der Stadt. Gemeinsam mit dem Haus zu seiner Rechten (Wilhelmjstraße 5) wurde es durch Wendel Karter, den Verwalter des Zisterzienserinnenklosters Thron bei Wehrheim erbaut. Beide Häuser werden daher „Karter-Häuser“ genannt. Seitlich am Haus befindet sich eine Holztafel mit einem Segenswunsch in lateinischer Sprache, die wohl von einer älteren Armenküche stammt.